# Rio Paranhana

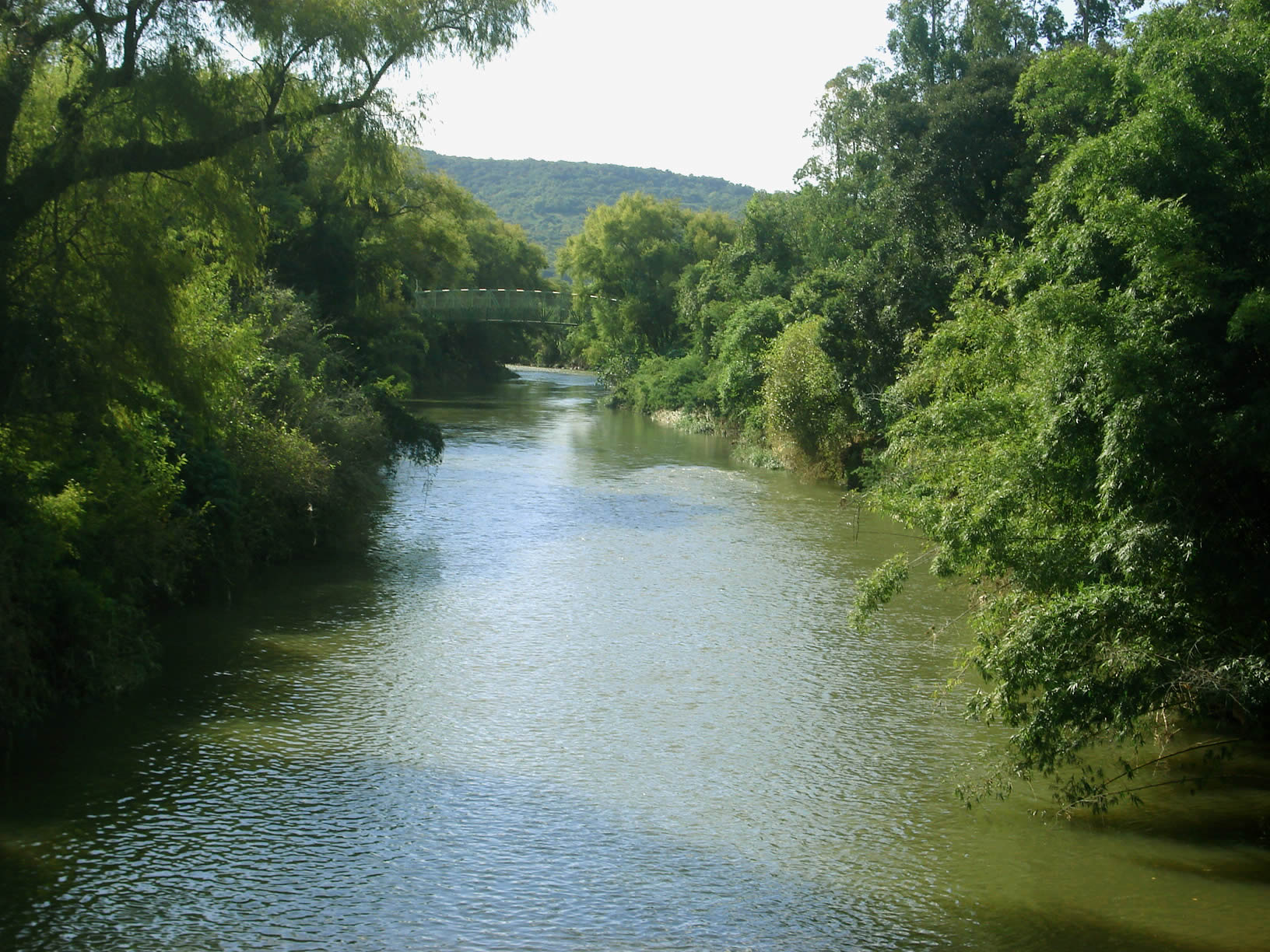
Le rio Paranhana dans la municipalité d'Igrejinha.

Le rio Paranhana est un cours d'eau brésilien de l'État du Rio Grande do Sul. 
C'est un affluent du rio dos Sinos, lequel se jette dans le delta du Jacuí et le lac Guaíba.
Sa confluence avec le Rio dos Sinos se fait à la limite entre les municipalités de Parobé et Taquara, au complexe balnéaire João Martins Nunes, en face du lieu-dit Passo do Mundo Novo, à Taquara.
Il traverse les municipalités d'Igrejinha, Parobé, Rolante, Riozinho, Taquara et Três Coroas, cités de la microrégion du Vale do Paranhana aux intérêts économiques convergents.